# Пон-де-Во
Пон-де-Во (фр. Pont-de-Vaux) — коммуна во Франции, находится в регионе Рона — Альпы. Департамент — Эн. Административный центр кантона Пон-де-Во. Округ коммуны — Бурк-ан-Брес.
Код INSEE коммуны — 01305.

## География
Коммуна расположена приблизительно в 340 км к юго-востоку от Парижа, в 80 км севернее Лиона, в 34 км к северо-западу от Бурк-ан-Бреса.
На западе коммуны протекает река Сона, а на юге — река Ресуз.

## Климат
Климат полуконтинентальный с холодной зимой и тёплым летом. Дожди бывают нечасто, в основном летом.

## Население
Население коммуны на 2010 год составляло 2205 человек.
| 1962 | 1968 | 1975 | 1982 | 1990 | 1999 | 2010 |
| ---- | ---- | ---- | ---- | ---- | ---- | ---- |
| 2068 | 2106 | 2096 | 2050 | 1913 | 2013 | 2205 |

## Администрация
| Период | Период | Фамилия         | Партия | Примечания |
| ------ | ------ | --------------- | ------ | ---------- |
| 1995   | 2001   | Анри Ганьер     |        |            |
| 2001   | 2014   | Жан-Клод Тьерри |        |            |
| 2014   | 2020   | Филипп Койар    |        |            |

## Экономика
В 2010 году среди 1246 человек трудоспособного возраста (15—64 лет) 983 были экономически активными, 263 — неактивными (показатель активности — 78,9 %, в 1999 году было 74,6 %). Из 983 активных жителей работали 859 человек (449 мужчин и 410 женщин), безработных было 124 (55 мужчин и 69 женщин). Среди 263 неактивных 62 человека были учениками или студентами, 119 — пенсионерами, 82 были неактивными по другим причинам.

## Достопримечательности
- Замок Пон-де-Во (XIII век). Исторический памятник с 1970 года.[4]
- Дом Леонарда Ракля[фр.] (1785 год). Исторический памятник с 1997 года.[5]
- Музей Антуана Шентрёя[фр.].[6]

## Города-побратимы
- Дорнхан (Германия, с 1995)

## Фотогалерея

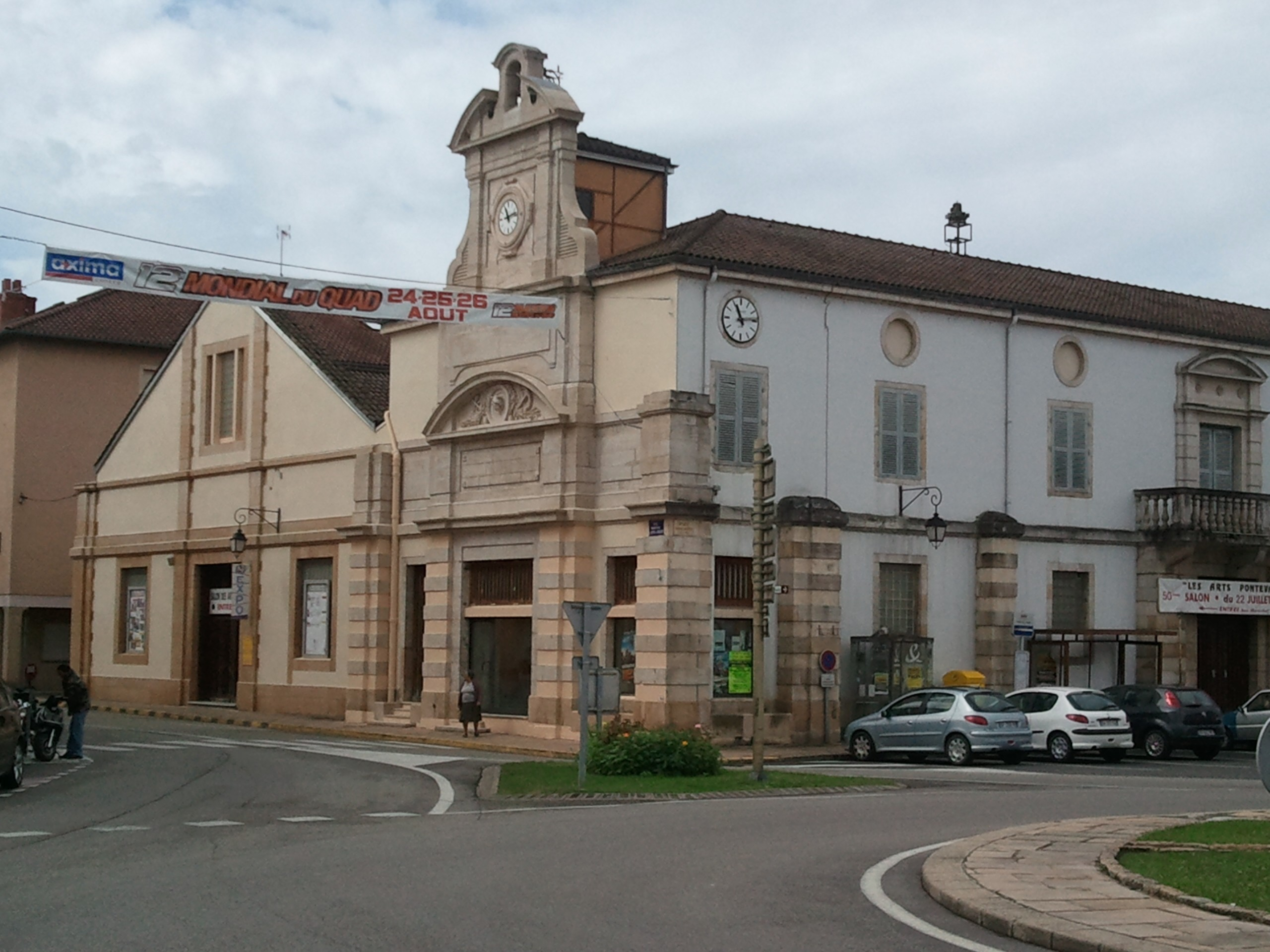
Крытый рынок
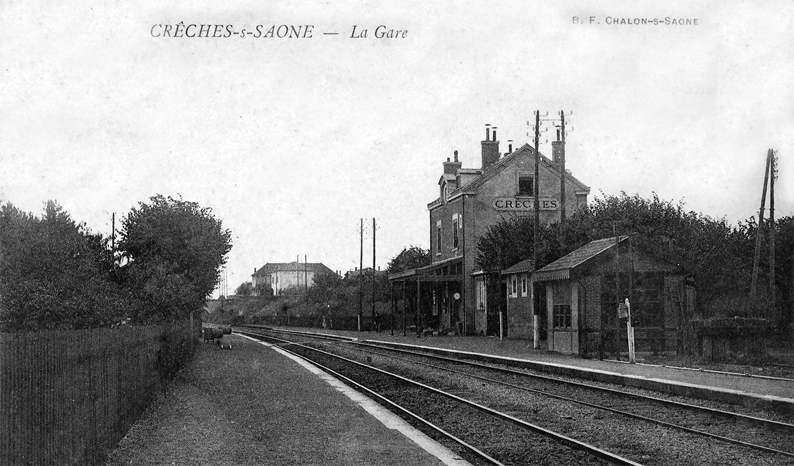
Вокзал Креш-сюр-Сон (почтовая открытка, 1900 год)
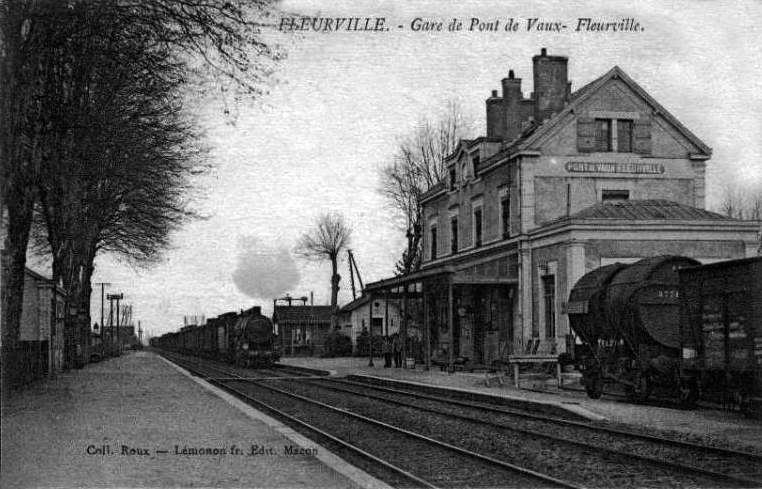
Вокзал Флёрвиль (почтовая открытка, 1900 год)
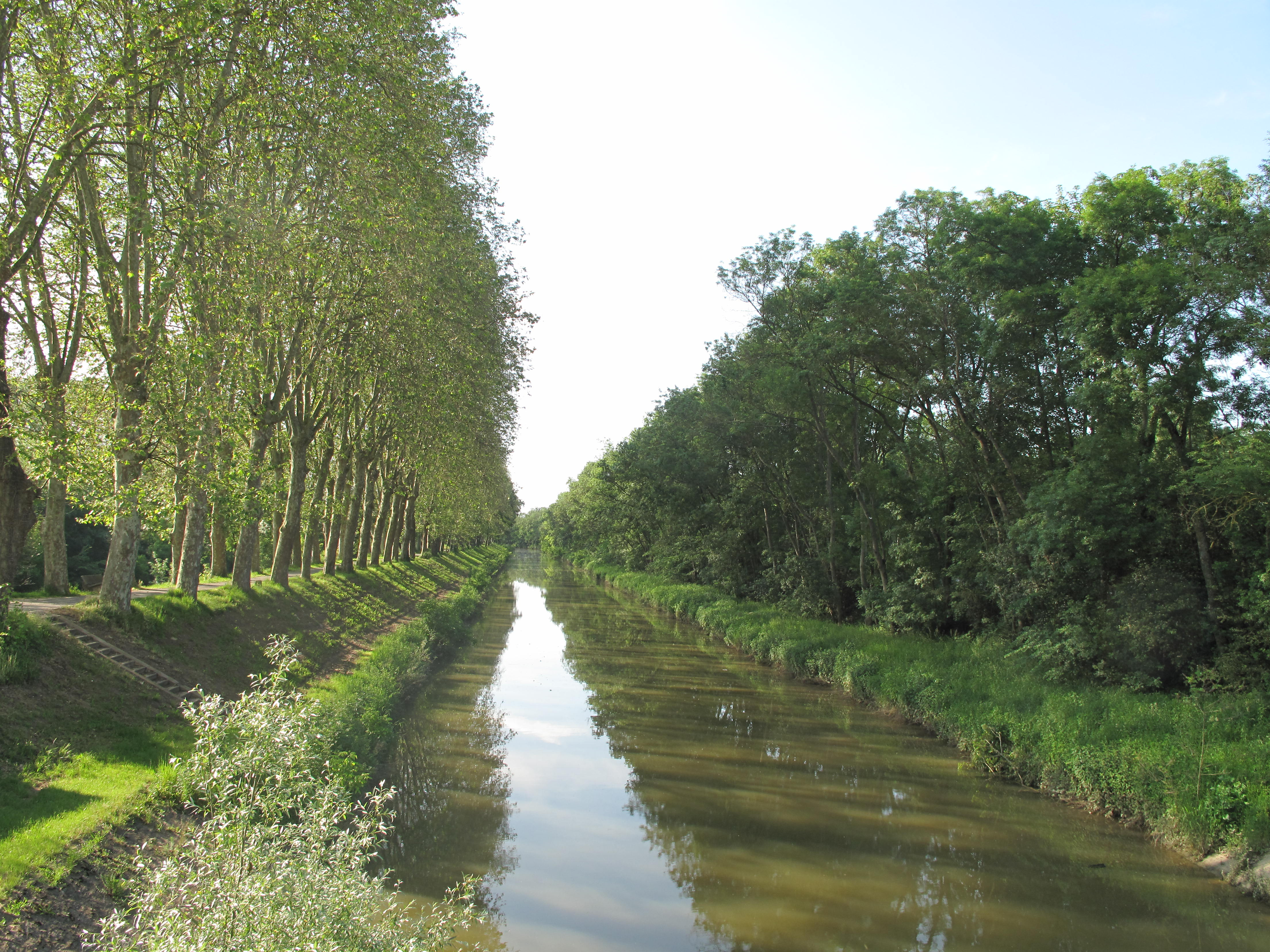
Канал
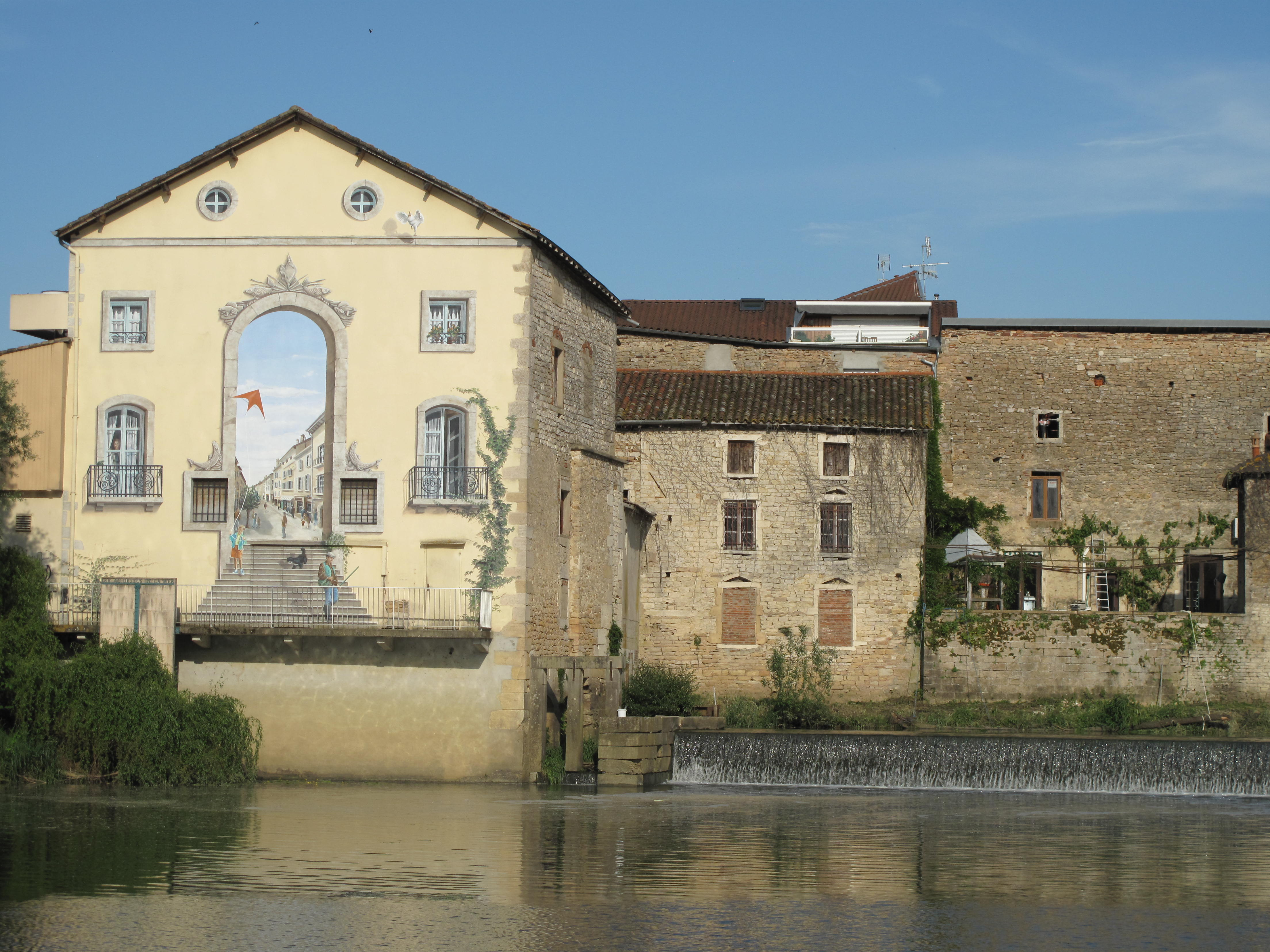
Бывшая водяная мельница
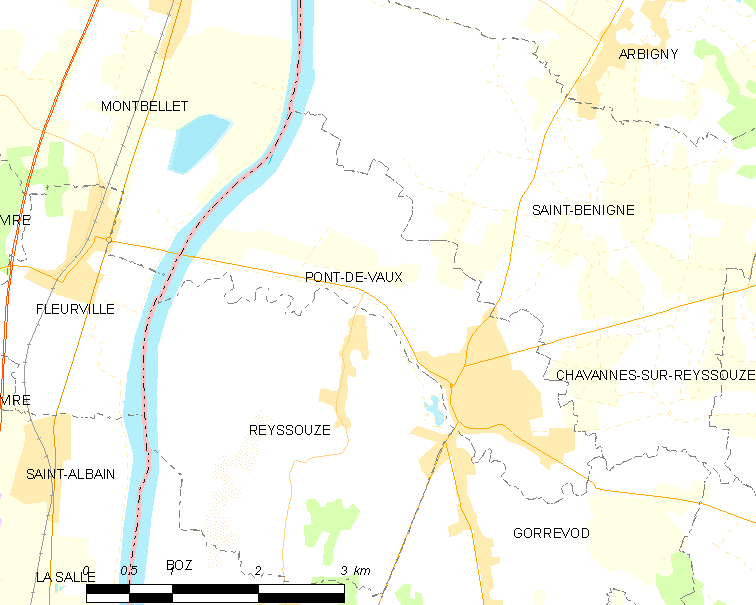
Карта коммуны